# Edward MacDowell
Edward MacDowell (ur. 18 grudnia 1860 w Nowym Jorku, zm. 23 stycznia 1908 tamże) – amerykański kompozytor i pianista. 

## Życiorys
Edward MacDowell urodził się w Nowym Jorku. Jego rodzina przeniosła się później do Francji, gdzie przyszły kompozytor ukończył Konserwatorium Paryskie. 
Po powrocie do Stanów Zjednoczonych, zamieszkał ze swą żoną Marian (z domu Nevins) w Bostonie. Od roku 1896 był profesorem muzyki na Uniwersytecie Columbia.
W roku 1904 został członkiem Amerykańskiej Akademii Sztuki i Literatury. 

## Twórczość
Najbardziej znanym utworem MacDowella jest II Koncert fortepianowy d-moll op. 23. Jest też autorem wielu utworów na fortepian przeznaczonych dla początkujących pianistów, wśród nich największą popularność zdobyły suity The woodland sketches, Sea pieces i New England Idylls. 